# 圣塞巴斯蒂昂-杜卡伊
圣塞巴斯蒂昂-杜卡伊是巴西南大河州的一个市镇。总面积111.452平方公里，总人口20359人，人口密度182.7人/平方公里。
- 南大河州市镇列表